# Гије
Гије (фр. Guiers) је река у Француској. Дуга је 50 km. Улива се у Рону. 